# Loma (North Dakota)
Loma is een plaats (city) in de Amerikaanse staat North Dakota, en valt bestuurlijk gezien onder Cavalier County.

## Demografie
Bij de volkstelling in 2000 werd het aantal inwoners vastgesteld op 21.
In 2006 is het aantal inwoners door het United States Census Bureau geschat op 18, een daling van 3 (-14.3%).

## Geografie
Volgens het United States Census Bureau beslaat de plaats een oppervlakte van
69,4 km², waarvan 68,3 km² land en 1,1 km² water. Loma ligt op ongeveer 479 m boven zeeniveau.

## Plaatsen in de nabije omgeving
De onderstaande figuur toont nabijgelegen plaatsen in een straal van 24 km rond Loma.